# Expulsión de los chagosianos del archipiélago de Chagos

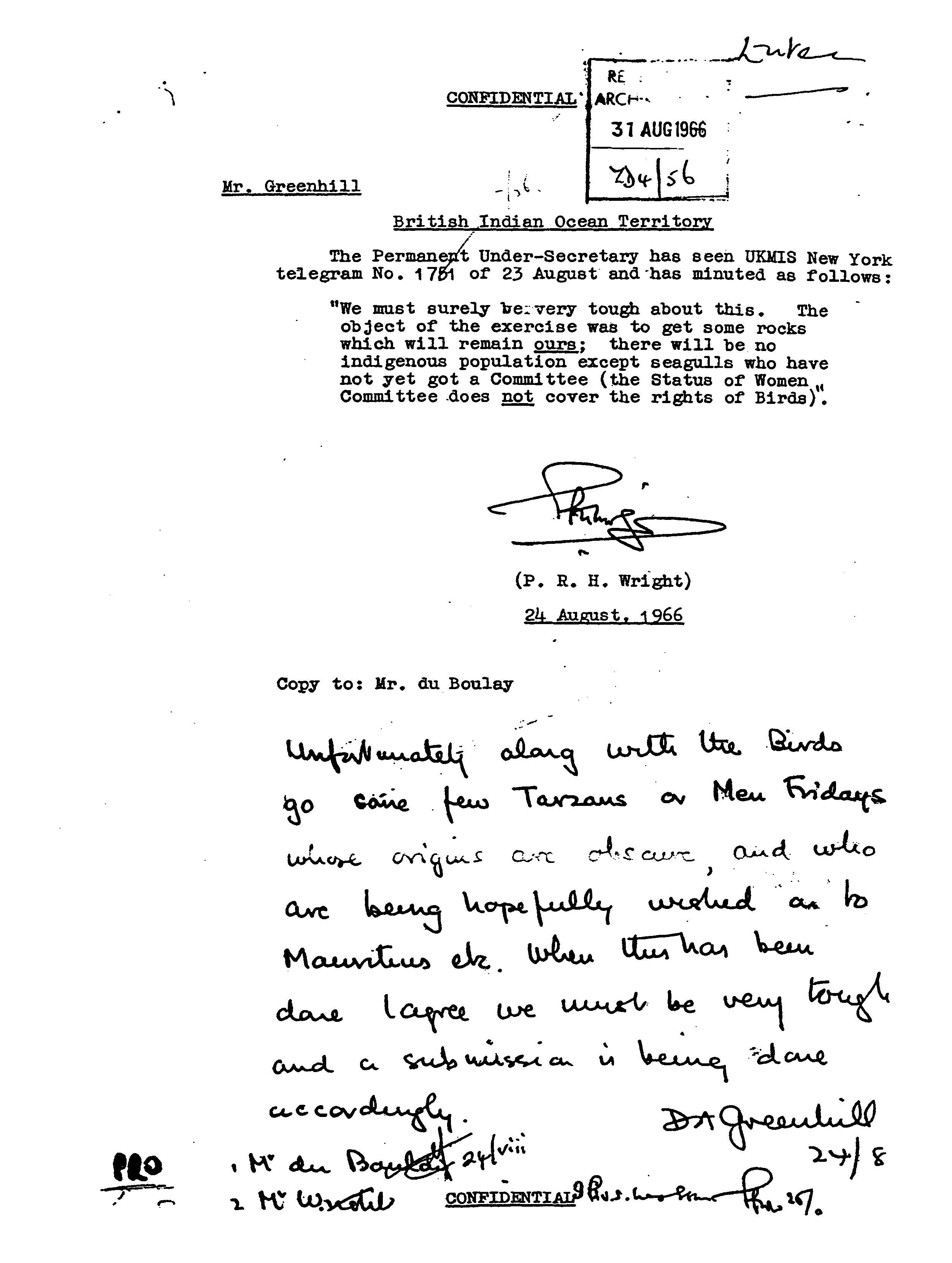
Comunicación diplomática británica del 24 de agosto de 1966: Por desgracia, junto con las aves, van algunos pocos Tarzanes o Man Fridays.

La expulsión de los chagosianos del archipiélago de Chagos fue realizada por el Gobierno británico entre 1965 y 1973. Los chagosianos eran el pueblo originario del archipiélago y fueron forzados al abandono de sus hogares y de sus pertenencias; en ningún momento las autoridades coloniales británicas tuvieron en consideración, ni sus deseos, ni sus intereses.  La mayoría de los deportados fueron enviados a Mauricio y Seychelles (países con un alto índice de desempleo y pobreza) sin obtener ninguna ayuda para su relocalización; allí se encontraron sin trabajo, dinero ni vivienda, enfrentando condiciones de extrema pobreza y de discriminación étnica y racial.

## Antecedentes

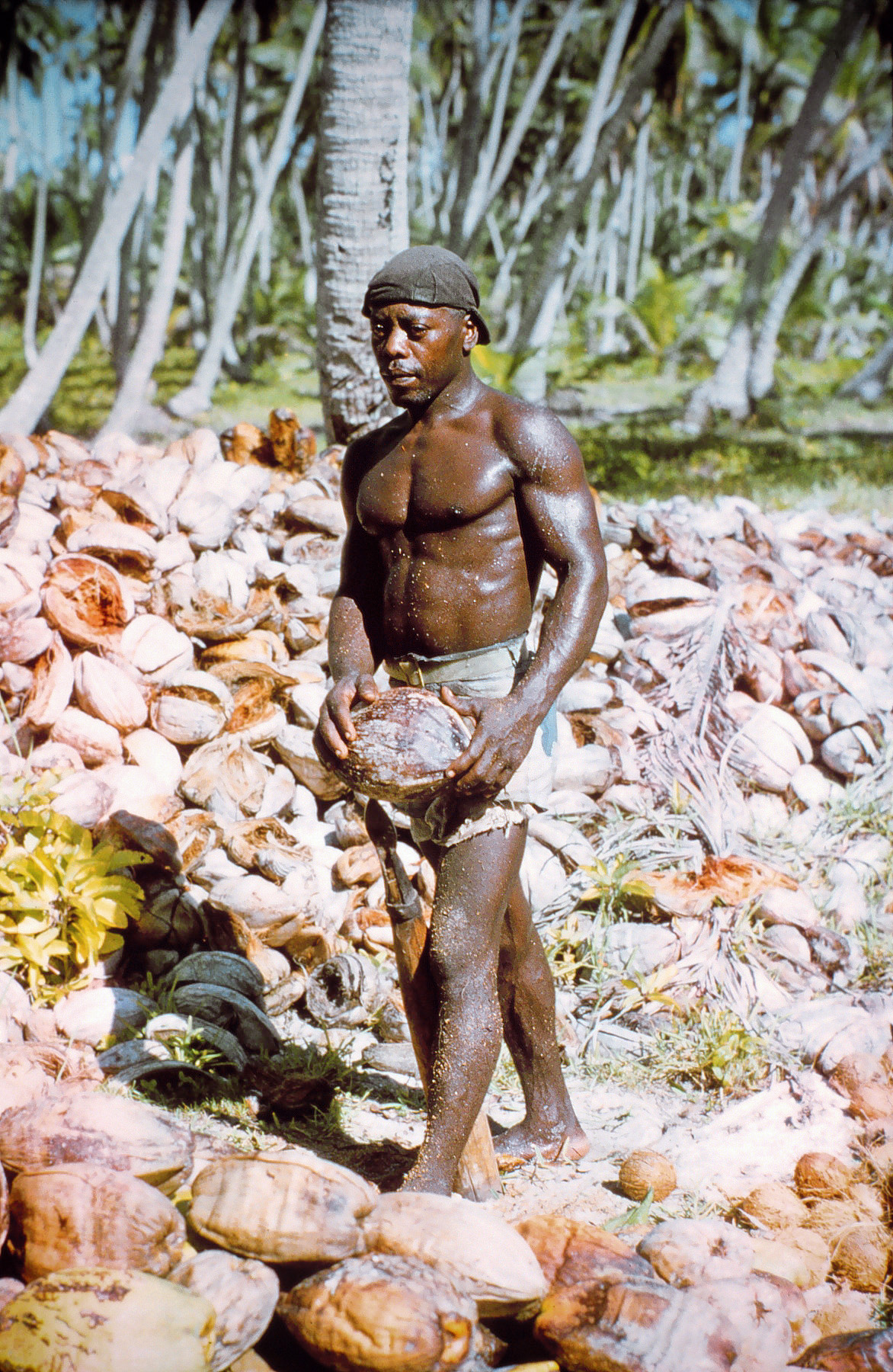
Un chagosiano abriendo cocos en una plantación (fotografía de 1971)

En su mayoría descendientes de esclavos africanos traídos a la región por los franceses en el siglo XVIII, los chagosianos (también conocidos como Ilois) trabajaron en las plantaciones de coco extrayendo copra y realizando labores agrícolas para su subsistencia. Después de la derrota de Napoleón en 1815, el archipiélago de Chagos quedó bajo dominio británico, bajo el cual los chagosianos fueron convertidos al cristianismo. 20 años después, la esclavitud fue abolida. Los chagosianos, a pesar de ser una sociedad agrícola, no tenían desempleo y gozaban de beneficios sociales.
"Ese bello atolón de Diego García, justo en el medio del océano". Así describió Stuart Barber la isla a finales de los años 50. Barber, funcionario civil al servicio de la marina de Estados Unidos, se convertiría en el arquitecto de una de las grandes bases militares estadounidenses en el extranjero.
En plena Guerra Fría, Barber y otros oficiales tenían la preocupación de que Estados Unidos casi no tenía presencia militar en el océano Índico. Barber notó que la ubicación geográfica de Diego García le permitía estar a salvo de un ataque enemigo, aunque a distancia de ataque de un territorio que se extendía desde el sur de África hasta el sureste asiático, pasando por el Medio Oriente. Para 1959, las fuerzas armadas de Estados Unidos comenzaron a interesarse en la isla Diego García para montar una base militar con el objetivo de mejorar la capacidad de monitoreo de actividades soviéticas en el océano Índico.
Con base en la idea de Barber, las administraciones Kennedy y Johnson convencieron al Gobierno británico de separar el archipiélago de Chagos de Mauricio (territorio bajo cuya jurisdicción se encontraba) para crear el Territorio Británico del Océano Índico con el único propósito de albergar instalaciones militares de Estados Unidos.
Durante negociaciones secretas con sus contrapartes británicas, funcionarios del Pentágono y del Departamento de Estado insistieron en que Chagos permaneciera bajo control exclusivo, sin habitantes locales. Los estadounidenses querían las islas "barridas" y "desinfectadas". Los británicos estaban encantados con la propuesta, creyendo que los chagosianos eran solamente trabajadores temporales y tildando a la gente a retirar, en palabras de un oficial, como "tarzanes" y "man fridays" (una referencia racista a Robinson Crusoe).
Este plan fue confirmado con un intercambio de notas firmado el 30 de diciembre de 1966 y negociado "bajo la cubierta de la oscuridad", según uno de los negociadores estadounidenses. Las notas efectivamente constituyeron un tratado, pero al no requerir aprobación parlamentaria ambos gobiernos podrían mantener sus planes ocultos. El acuerdo establecía que la isla sería entregada sin población, por un período de 50 años, prorrogable por otros 20.

## El proceso de despoblación

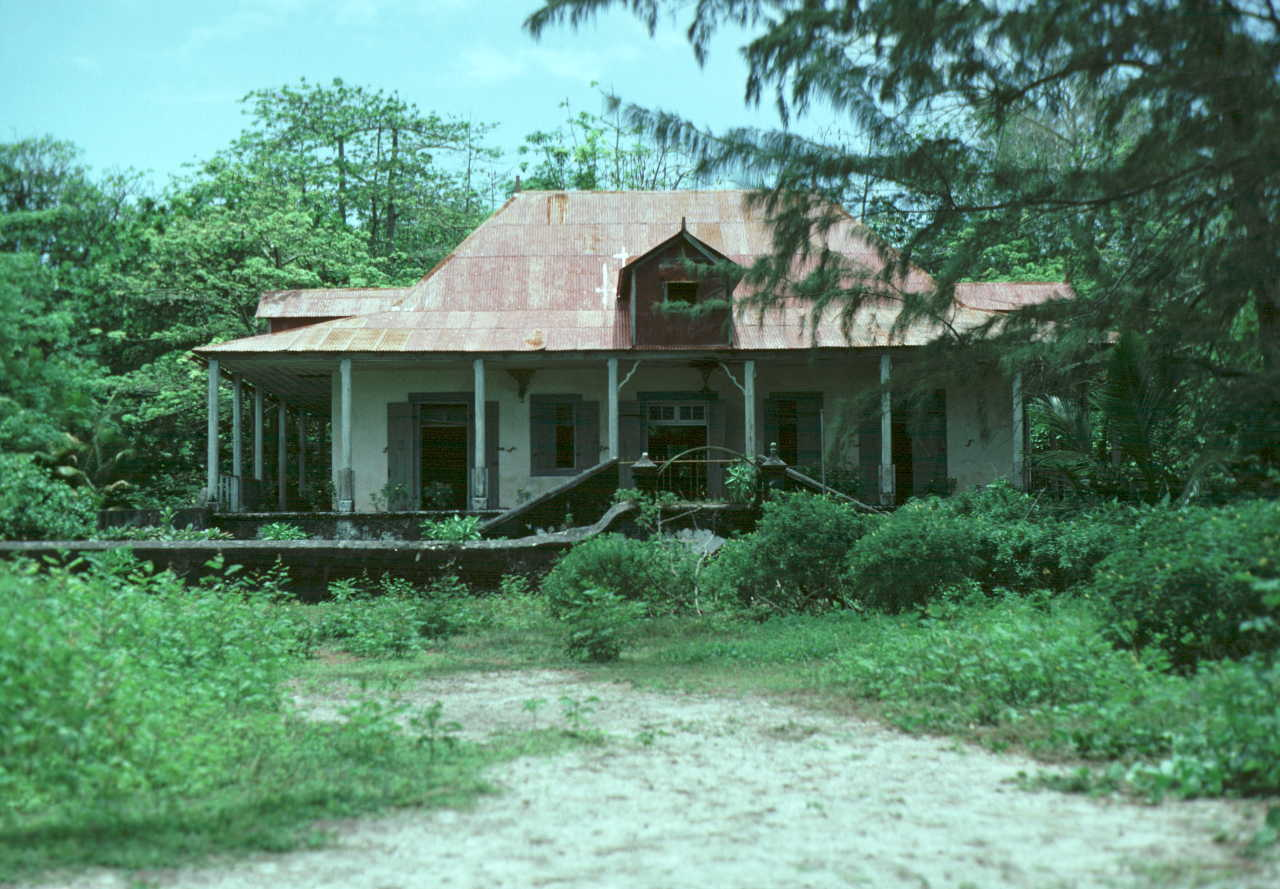
Edificio abandonado en Diego García utilizado anteriormente por los chagosianos.

Para efectuar el proceso de despoblación, británicos y estadounidenses efectuaron acciones que podrían catalogarse como ilegales y violentas. Entre tales acciones se encontraban:
- Bloquear las islas, haciendo parar a los barcos que traían la comida, dando lugar a la hambruna.
- Asesinar a la población de perros de las islas, envenenándolos en primera instancia y posteriormente agruparlos y envenenarlos con gas. Aquellos que escaparon fueron golpeados y posteriormente quemados en hogueras para tristeza de los chagosianos, para quienes los perros eran de vital importancia como mascotas y compañeros de cacería.[5]

El traslado de la población comenzó en 1968 y concluyó el 27 de abril de 1973 con la evacuación del atolón Peros Banhos.
Muchos de los chagosianos que andaban de viaje en Mauricio, como la cantante Chartesie Alexis en 1968 o Christian Ramdas en 1971, vieron que se les negaba el derecho de regresar a Chagos para recoger sus cosas. Un caso icónico fue el de María Aimee, quien en 1969 llevó a sus hijos a Port Louis, en Mauricio, para un tratamiento médico y luego no le dejaron subir al barco para regresar a casa. Recién se pudo reencontrar con su marido dos años más tarde. Hubo también embarcados a la fuerza y otros que fueron engañados con anzuelos tales como vacaciones gratis en el exterior para después impedirles el regreso.
Como habían vivido siempre apartados, los chagosianos carecían de defensa y de representación verdadera. La desaparición de la fábrica de copra, su única fuente de aprovisionamiento, los puso a merced de las autoridades. Para evitar toda crítica, las autoridades británicas recurrieron a los servicios de lo que podría llamarse una milicia privada para proceder a las expulsiones. Las últimas deportaciones en 1971 fueron particularmente dramáticas. Ancianos, mujeres y niños fueron reunidos y embarcados por la fuerza en el barco Norduaer abandonando todo detrás de ellos, sus casas, sus campos, sus animales de granja y hasta sus perros. Según los testimonios, a quienes intentaban resistir se les oponía la "opción de Hobson" (nombre del oficial estadounidense encargado de vigilar el embarque): "Váyanse o muéranse de hambre". Los ilois fueron agrupados y embarcados en un buque que partió en un viaje de casi 4100 kilómetros hasta Mauricio, viajando en condiciones infrahumanas. Al llegar a Mauricio, los chagosianos fueron dejados en el puerto y abandonados a su suerte, teniendo que instalarse en barrios pobres.
Un informe publicado en 1975 hacía aparecer el desenlace de los exilados chagosianos en Mauricio: de 277 familias interrogadas, la mitad reconocía que vivía en alojamientos miserables, con un ingreso de entre 10 y 25 rupias mensuales. El único trabajo que se les ofrecía era el de mano de obra en los muelles de Port Louis. Los niños en su mayoría no estaban escolarizados. En ese mismo año murieron 26 familias por la pobreza en la que se encontraban y al producirse nueve suicidios. Se obligaba a las chicas más jóvenes a prostituirse para pagarse la comida. Inicialmente, el gobierno británico pagó 1 millón de dólares (650.000 libras) al gobierno de Mauricio en 1972, pero el dinero no sería entregado a los chagosianos sino hasta 1978, luego de varias protestas (que incluyeron huelgas de hambre) y muchas manifestaciones afuera de la oficina del Alto Comisionado Británico en Port Louis. En 1982 Gran Bretaña pagó una compensación de 4 millones de libras, menos de la mitad necesaria para la supervivencia de toda la población. Pero había un truco: cualquier chagosiano que aceptara el dinero debía reconocer que había sido completamente indemnizado y debía aceptar que no debería regresar a Chagos. Muchos aceptaron por ignorancia, pobreza o cansancio de la lucha.
Se calcula que de los 2000 habitantes originales, en la actualidad viven menos de 700. Por años, poca gente fuera de la región tuvo conocimiento de estos sucesos, incluyendo a políticos estadounidenses. A cambio de expulsar a los chagosianos, el gobierno británico obtuvo seguridad incrementada de la presencia estadounidense en suelo británico y un descuento de 14 millones de dólares para adquirir misiles Polaris para sus submarinos.

## Desarrollos posteriores

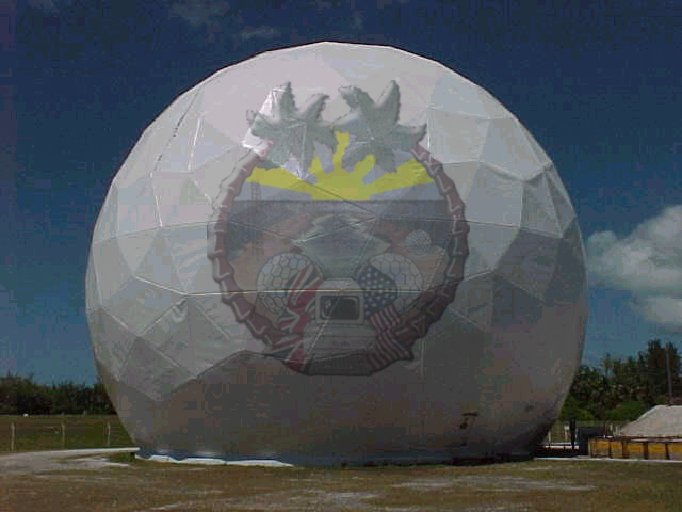
Antena de radar en Diego García

En 1998, los chagosianos y sus descendientes decidieron acudir a la Justicia. En opinión de varios especialistas, en su caso se había producido una flagrante violación al derecho internacional. En 2000, el Tribunal Supremo británico dictaminó que la expulsión había sido ilegal y que los chagosianos debían regresar. En 2004, el fallo fue confirmado en la Corte de Apelaciones, pero anulado por el gobierno británico usando una prerrogativa real. Los sucesivos gobiernos británicos ignoraron la sentencia y el Foreign Office continuó apelando hasta que, en 2008, la Cámara de los Lores falló a favor del gobierno por un margen estrecho. El argumento esgrimido por los lores fue que el gobierno contaba con títulos suficientes para legislar sobre una de sus colonias en función de la seguridad de los intereses del Reino Unido. Estados Unidos ya había advertido que la vuelta de los habitantes significaría un “riesgo inaceptable” para su base. Jonathan Crown representó a la Cancillería británica y fue elocuente en su argumentación. “Los chagosianos no tienen territorio propio, no tienen derecho sobre las islas en absoluto”, sostuvo.
El parlamentario escocés y crítico del imperialismo Tam Dalyell se convirtió en el defensor de los chagosianos en la Cámara de los Comunes del Reino Unido.
En 2006 el Tribunal Superior de Justicia emitió una resolución declarando que el gobierno británico cometió un acto ilegal al expulsar a los habitantes de sus hogares. Los jueces calificaron de «repugnante» la decisión del gobierno británico de expulsar a una población entera.

The suggestion that a minister can, through the means of an order in council, exile a whole population from a British Overseas Territory and claim that he is doing so for the 'peace, order and good government' of the territory is to us repugnant.
La idea de que un ministro puede, a través de una Orden Ejecutiva, exiliar a toda una población de un territorio británico de ultramar y afirmar que lo está haciendo por la "paz, orden y buen gobierno del territorio" es, para nosotros, repugnante.
Judges, Lord Justice Hooper y Mr Justice Cresswell 

Obstinados en recuperar su paraíso, los isleños acudieron a la Corte Europea de Derechos Humanos. En 2010, el canciller británico David Miliband anunció que crearía la mayor reserva natural oceánica del mundo alrededor del archipiélago, que componen unas 55 minúsculas islas, en función de las 220 especies de corales y las más de mil de peces que se encuentran en sus aguas. Para preservar el área virgen, resultaba imprescindible que no esté habitada por los agricultores chagosianos. Un cable difundido por Wikileaks reveló el obvio trasfondo de la maniobra.
Se calcula que hay 4.000 chagosianos viviendo en la isla de Mauricio. En Diego García se estima que hay 40 británicos, 1.000 militares estadounidenses y 2.400 trabajadores de apoyo. Las fuerzas armadas de Estados Unidos han lanzado ataques desde la isla contra objetivos en Irak y Afganistán, y se cree que sospechosos de terrorismo están detenidos y son torturados en la isla. A pesar de los tratados de desnuclearización del Océano Índico, suscritos por Mauricio y por la mayoría de los países vecinos, existen temores de que la base de Chagos acogerá misiles con ojivas nucleares. Y mientras los chagosianos viven en medio de la pobreza, Diego García se ha vuelto una base importante para los esfuerzos militares de Estados Unidos en el Medio Oriente.